# Flexibel tryckslang
Flexibel tryckslang är en schaktfri förnyelsemetod som påminner om formpassade rör genom att slangen viks ihop före installation för att kunna dras in i den ledning som ska renoveras. Skillnaden är att slangen kräver stöd av ett befintligt rör, som därför måste vara relativt intakt.
Fördelarna med denna metod är att tryckslangen klarar snäva böjar, kan hantera höga tryck och går att installera skarvlöst i större längder än andra metoder. Ett lämpligt användningsområde är därför överföringsledningar utan många skarvar.
Tryckslang består ofta av flera skikt som har olika uppgifter - ett ytterskikt som ska klara nötning, ett armeringsskikt som ska ge tryckhållfasthet och ett innerskikt som tål kemisk påverkan under lång tid, exempelvis av gas och olja.

## Tekniska data
| Max ledningsdiameter   | 500 mm                                        |
| Max längd              | 2000 meter                                    |
| Befintligt rörmaterial | Alla                                          |
| Nytt rörmaterial       | Plast                                         |
| Utrymmesbehov          | Nedstigningsbrunn eller start- och slutschakt |
| Begränsningar          | Större skador på den befintliga ledningen     |